# Antic Ball-Teatre Xaconet
L'Antic Ball-Teatre Xaconet és una obra de Santa Coloma de Gramenet (Barcelonès) protegida com a Bé Cultural d'Interès Local.

## Descripció
Es tracta d'un edifici entre mitgeres de planta baixa, pis i golfes. La coberta és a dues aigües i s'amaga darrere el coronament de l'edifici. Pel que fa a la façana, té una distribució simètrica de les obertures. Presenta grans finestrals emmarcats i ornamentació amb motius vegetals.

## Història
El cafè el Xaconet era un lloc de tertúlia i activitat política a finals del segle xix i principis del segle xx. Al primer pis s'hi feia el ball i hi havia un escenari. A partir de 1909 es feien projeccions de cinema. A més, era la seu d'un orfeó, hi havia biblioteca i una secció de billar.
Després de rehabilitar l'edifici, aquest presenta habitatges a la planta pis i locals comercials a la planta baixa.